# L'eixam (Star Trek: Voyager)
"L'eixam" (títol original en anglès "The Swarm") és el quart episodi de la tercera temporada i el 46è del total de la sèrie de televisió de ciència-ficció estatunidenca Star Trek: Voyager. El guió va ser escrit per Mike Sussman, i dirigit per Alexander Singer. L'episodi es va emetre a UPN el 25 de setembre de 1996.
Ambientada al segle XXIV, la sèrie segueix les aventures de la tripulació de la Flota Estel·lar i els Maquis de la nau estel·lar USS Voyager després de quedar encallats al Quadrant Delta a desenes de milers d’anys llum de distància de la resta de la Federació. L'episodi segueix dues històries separades. En la primera, la «Voyager» ha de navegar per una regió de l'espai habitada per una raça alienígena altament xenòfoba coneguda només com «l'Eixam». Cap nau que entri a l'espai habitat per aquestes persones no es torna a sentir a parlar mai més. En el segon, el Doctor comença a patir lapses de memòria, cosa que porta a la possibilitat que tot el seu programa es trenqui.

## Argument
La "Voyager" descobreix una nau amb només un supervivent. Explica com els extraterrestres van cobrir cada metre quadrat de la nau, xuclant tota l'energia i matant la tripulació. L'extraterrestre mor a causa de les seves ferides.
La "Voyager" intenta travessar l'espai de l'eixam, però alguna cosa els alenteix. El foc dels fasers dirigit a l'enemic rebota directament a la nau. L'alferes Kim identifica una debilitat: cada nau està connectada en una xarxa. La "Voyager" concentra el foc en una nau, destruint-la. Desenes d'altres naus són destruïdes, allunyant l'eixam.
Mentrestant, el programa hologràfic del Doctor comença a funcionar malament. Kes i Torres transfereixen el Doctor a la holocoberta i invoquen el programa de diagnòstic EMH.
El programa del Doctor està a punt de degradar-se imminentment fins a l'oblit. La tripulació descobreix que tenen l'opció de reinicialitzar el Doctor si arriba el cas, però això resultaria en la pèrdua de tot el que havia après en els darrers dos anys.
Tot i que el Doctor està d'acord amb això, ja que no vol sacrificar la salut i la seguretat de la tripulació, altres, especialment Kes, no volen que l'home en què s'havia convertit el Doctor desaparegui.
El programa de diagnòstic en si no està satisfet amb tota la situació per moltes raons. Assenyala que el Doctor havia d'estar fora de línia durant el seu temps de descans, no expandint el seu programa, com ara amb els seus estudis d'òpera. La memòria addicional causada per l'expansió del programa del Doctor és part del problema. De fet, se suposa que els EMH només tenen 1500 hores de funcionament. El programa de diagnòstic parla d'una alternativa a reiniciar el Doctor completament, però implica una escala a l'estació McKinley. Se l'informa que l'estació és a l'altra banda de la galàxia. Més tard, el programa de diagnòstic expressa frustració per la situació; al cap i a la fi, està perfectament content de ser el programa que és.
Al final, el programa de diagnòstic se sacrifica voluntàriament, utilitzant les seves matrius per donar suport a les errades del Doctor. Això significa que la nau ja no tindria cap sistema de diagnòstic, però és millor que l'alternativa, o això sembla. El Doctor es restaura però actua exactament com ho feia quan es va activar per primera vegada. Moments després, mentre tracta el mal de cap de Torres, comença a taral·lejar òpera.

## Actors convidats
- Carole Davis – Giuseppina Pentangeli
- Steven Houska – Chardis
- Robert Picardo – Holograma de diagnòstic

## Música
El Doctor canta "O soave fanciulla", un duet de l'acte 1 de l'òpera La bohème de Giacomo Puccini, a la holocoberta amb una recreació hologràfica de Giuseppina Pentangeli.

## Recepció
En la seva ressenya a tor.com Keith DeCandido li atorga 4 punts sobre 10. Escriu que el valora baix perquè  hauria d'haver estat un episodi que mostrés Janeway angoixada per la decisió de sacrificar alguns dels seus principis, però va acabar sent un episodi de tecnoxerrameca insignificat, salvat pel doble paper de Robert Picardo.

## Música
El Doctor canta "O soave fanciulla", un duet de l'acte 1 de l'òpera La bohème de Giacomo Puccini, a la holocoberta amb una recreació hologràfica de Giuseppina Pentangeli.

## Llançaments
"L'eixam" es va publicar en LaserDisc al Japó el 25 de juny de 1999, com a part del conjunt.
"L'eixam" es va publicar en DVD el 6 de juliol de 2004 com a part de Star Trek Voyager: Complete Third Season, amb àudio Dolby 5.1 surround.